# Vizcondado de Rocamora
El vizcondado de Rocamora es un título nobiliario español creado por la reina Isabel II en favor de Mariano Roca de Togores y Carrasco mediante real decreto del 15 de septiembre de 1848 y despacho expedido el 24 de diciembre del mismo año, junto al marquesado de Molins.

## Vizcondes de Rocamora
|                        | Titular                                                   | Periodo                |
| Creación por Isabel II | Creación por Isabel II                                    | Creación por Isabel II |
| ---------------------- | --------------------------------------------------------- | ---------------------- |
| I                      | Mariano Roca de Togores y Carrasco                        | 1848-1889              |
| II                     | José Ventura Roca de Togores y Aguirre-Solarte            | 1889-¿?                |
| III                    | Fernando Roca de Togores y Aguirre-Solarte                | 1926-¿?                |
| IV                     | María de los Ángeles Roca de Togores y Martínez de Campos | 1985-1987              |
| V                      | María Lourdes Granzow de la Cerda y Roca de Togores       | 1987-hoy               |

## Historia de los vizcondes de Rocamora
- Mariano Roca de Togores y Carrasco (Albacete, 17 de agosto de 1812-Lequeito, Vizcaya, 4 de septiembre de 1889), I vizconde de Rocamora, I marqués de Molins, caballero de la Orden del Toisón de Oro, de la de San Juan, de Calatrava y de San Jenaro de Nápoles, Gran Cruz de Carlos III, caballero de la Real Maestranza de Valencia, literato, diplomático, diputado a Cortes, senador vitalicio del reino, ministro de Comercio, Instrucción y Obras Públicas, de Marina y de Estado, miembro de la Real Academia Española, de la de Ciencias Morales y Políticas, de la de Historia y de Bellas Artes de San Fernando etc.[2][3]

Casó en primeras nupcias en 1834 con su prima María Teresa Roca de Togores y Alburquerque (1815-1842) y en segundas nupcias en 1849 con María del Carmen de Aguirre-Solarte y Alcíbar. El 18 de diciembre de 1889 le sucedió su hijo:
- José Ventura Roca de Togores y Aguirre-Solarte, II vizconde de Rocamora, II marqués de Molins.[5]

Casó con Juana Inocencia Polo y Blanco.[cita requerida] Sin descendientes. El 1 de marzo de 1926 le sucedió su hermano:
- Fernando Roca de Togores y Aguirre-Solarte, III vizconde de Rocamora, III marqués de Molins, I marqués de Rocamora, caballero de la Orden de Calatrava, diputado a Cortes, senador del reino, diplomático.[5]

Casó el 30 de mayo de 1882, en Madrid, con María del Carmen Caballero y Saavedra, IV marquesa del Villar, hija de Francisco de Asís Caballero y Rozas del Mazo y Ondarza, I marqués de Torneros, y su esposa Malvina de Saavedra y Cueto. El 15 de febrero de 1985 un real decreto convalidó la sucesión otorgada por la Diputación de la Grandeza en favor de su nieta:
- María de los Ángeles Roca de Togores y Martínez de Campos, IV vizcondesa de Rocamora, dama maestrante de Valencia y del Real Cuerpo de la Nobleza de Madrid.[7] Era hija de Juan Luis Roca de Togores y Caballero y su esposa María de los Ángeles Martínez de Campos y de San Miguel.

Casó con Fernando Granzow de la Cerda y Chaguaceda, III duque de Parcent, XII conde de Contamina, XI conde de Villar. El 22 de septiembre de 1987, previa orden del 30 de julio del mismo año para que se expida la correspondiente carta de sucesión (BOE del 2 de septiembre), le sucedió, por cesión, su hija:
- María Lourdes Granzow de la Cerda y Roca de Togores (n. Madrid, 1 de junio de 1962), V vizcondesa de Rocamora, dama maestrante de Granada, licenciada en filología inglesa.[10]

Casó con Carlos Hernanseiz y Culebras (n. 1961).